# Engraulis eurystole
Engraulis eurystole is een straalvinnige vissensoort uit de familie van ansjovissen (Engraulidae). De wetenschappelijke naam van de soort is voor het eerst geldig gepubliceerd in 1884 door Swain & Meek.